# Suva Reka
Suharekë en albanais et Suva Reka en serbe latin (en serbe cyrillique : Сува Река ; autre nom albanais : Theranda) est une ville et une commune/municipalité du Kosovo. Elles font partie du district de Prizren/Prizren. En 1991, la commune/municipalité comptait 73 229 habitants, dont une majorité d'Albanais. En 2009, la population de la commune/municipalité était estimée par l'OSCE à 80 000 habitants. Selon le recensement kosovar de 2011, la commune compte 59 702 habitants.

## Histoire
En mars 1999, un groupe de policiers serbes massacrent 48 Albanais. Cette tuerie est considérée comme le pire massacre de la guerre du Kosovo. Parmi les victimes figurent 14 enfants, deux nourrissons, une femme enceinte et une centenaire. Plusieurs hommes sont abattus à la mitraillette et d'autres sont tués à la grenade après avoir été enfermés dans un restaurant. Les blessés sont ensuite achevés d'une balle dans la tête puis enterrés dans une fosse commune[réf. nécessaire].
Le 23 avril 2009, le tribunal serbe chargé de juger les crimes de guerre condamne, au terme d'un procès qui a duré trois ans, 4 anciens policiers serbes à des peines allant de 20, 15 et 13 ans de prison pour leur implication dans le massacre de Suva Reka en mars 1999. 3 autres accusés ont été déclarés non coupables[réf. nécessaire].

## Localités

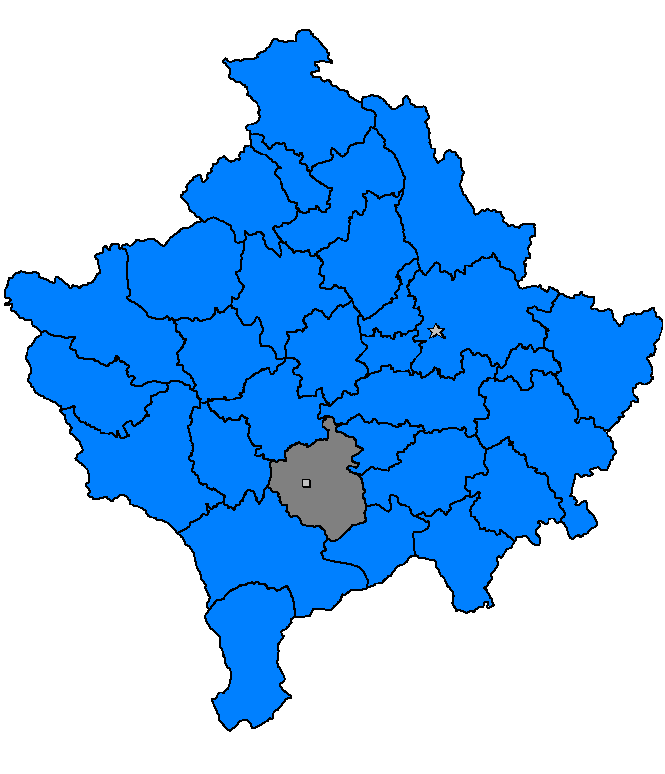
Localisation de la commune/municipalité de Suharekë/Suva Reka au Kosovo

La commune/municipalité de Suharekë/Suva Reka compte les localités suivantes :
| - Bajë/Banja - Bellanicë/Belanica - Bllacë/Blace - Budakovë/Budakovo - Bukosh/Bukoš - Çadrak/Čajdrak - Delloc/Delovce - Dobërdelan/Dobrodeljane - Dubravë/Dubrava - Duhël/Dulje - Dvoran/Dvorane - Gelancë/Geljance - Gjinoc/Đinovce - Greiçec/Grejčevce - Greikoc/Grejkovce - Guncat - Javor | - Kastërc/Kostrce - Kërvasari/Kravoserija - Krushicë e Epërme/Gornja Krušica - Krushicë e Poshtme/Donja Krušica - Leshan/Lešane - Lladroc/Ladrovac - Lladroviq/Ladrović - Luzhnicë/Lužnica - Maçitevë/Mačitevo - Mohlan/Movljane - Mushitishtë/Mušutište - Neprebisht/Neprebište - Nishor/Nišor - Papaz - Peqan/Pećane - Popolan/Popovljane - Reçan/Rečane | - Reshtan/Raštane - Sallagrazhdë/Selogražde - Samadrexhë/Samodraža - Savrovë/Savrovo - Semetishtë/Semetište - Senik - Sllapuzhan/Slapužane - Sopi/Sopina - Staravuçinë/Stara Vučina - Studençan/Studenčane - Temeçinë/Tumičina - Tërnjë/Trnje - Theranda (Suharekë)/Suva Reka - Topliçan/Topličane - Vërshec/Vrševce - Vraniq/Vranić |

## Démographie
| Ethnic Composition, Including IDPs |          |      |        |      |         |      |       |
| Année/Population                   | Albanais | %    | Serbes | %    | Roms    | %    | Total |
| Janvier 1999                       | 80 000   | 95,5 | 3 000  | 3,75 | 700App  | 0,75 | ?     |
| Janvier 2001                       | 72 000   | 99,3 | 58     | 0,01 | 660 App | 0,57 | ?     |
| Réf. : OSCE                        |          |      |        |      |         |      |       |

## Politique
L'assemblée de Suharekë/Suva Reka compte 41 membres, qui, en 2007, se répartissaient de la manière suivante :
| Parti                                  | Sièges |
| -------------------------------------- | ------ |
| Ligue démocratique du Kosovo (LDK)     | 18     |
| Parti démocratique du Kosovo (PDK)     | 14     |
| Ligue démocratique de Dardanie (LDD)   | 4      |
| Alliance pour un nouveau Kosovo (AKR)  | 2      |
| Alliance pour le futur du Kosovo (AAK) | 2      |
| Parti de la justice (en) (PD)          | 1      |

Sali Asllanaj, membre du LDK, a réélu maire de la commune/municipalité.

## Religions
La religion présente dans la commune est majoritairement musulmane mais compte également une petite part de catholicisme avec notamment un village : sallagrazhda qui énumère une église (Church of St Nicholas) qui est encore utilisée.

## Culture
Avant les violentes mesures serbes de 1990-1999, la municipalité de Theranda comptait 6 bibliothèques publiques avec un total de 43 500 ouvrages. La bibliothèque principale en comptait 15 000, tandis que les succursales de Bukosh, Mushtisht, Mohlan, Studençan et Nishor comptaient 28 500 ouvrages[réf. nécessaire].
Pendant ce temps et la guerre, les bibliothèques de cette municipalité ont beaucoup souffert. Les deux branches, à Bukosh et Studençan avec 14 700 livres, ont été brûlées par la "main noire" serbe. Pendant la guerre, 31 100 livres ont été perdus dans la municipalité[réf. nécessaire].

## Sport
La ville abrite le club de football du KF Ballkani qui a gagné le titre de champion du Kosovo en 2022.  Après cette performance, le club a réussi à devenir le premier club de l'histoire du Kosovo à se qualifier pour la phase de groupe d'une compétition européenne et dans ce cas la Ligue Europa Conférence

## Économie
La commune/municipalité de Suharekë/Suva Reka est une région industrielle, disposant d'importantes ressources naturelles. Parmi les entreprises de la commune, on peut citer la société Ballkan, qui travaille dans le secteur du caoutchouc et de l'industrie chimique, la société Nerezina, qui fabrique des vêtements, ou, dans le secteur agroalimentaire les sociétés OBI Suharekë, qui produit du vin et des boissons alcoolisées, et ESD, qui fabrique des sodas. En 2005, Balkan a été privatisée et est devenue NewkoBalkan et, en 2006, OBI Suharekë, privatisée, a été rachetée par une société italienne. Ben-af produit différents produits à base de viande, et l'usine laitière Lakto-Theranda est une coentreprise regroupant 160 fermiers de la commune/municipalité, dont elle conditionne la production.
Sur le plan agricole, en plus de la viticulture, Suharekë/Suva Reka produit des fruits et du blé ; on y pratique également l'apiculture et l'élevage des volailles.

## Tourisme

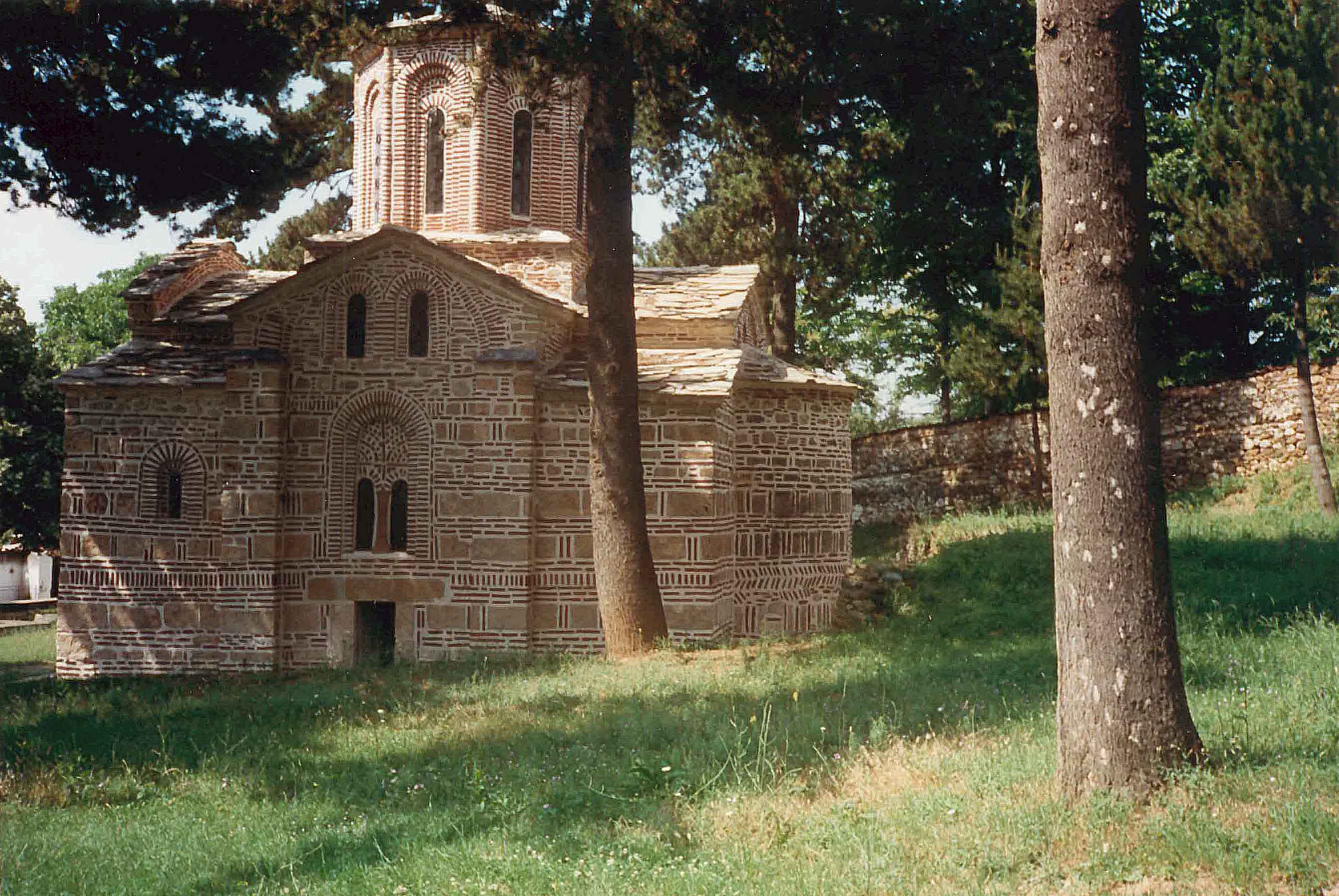
L'église de la Mère-de-Dieu de Mušutište, avant sa destruction

L'église orthodoxe de la Mère-de-Dieu à Mushitishtë/Mušutište, fondée en 1315 et ornée de fresques entre 1316 et 1320, avait été inscrite en 1990 sur la liste des monuments culturels d'importance exceptionnelle de la république de Serbie ; elle a été détruite par des explosifs au début du mois de juin 1999, après l'arrivée des troupes allemandes de la KFOR.
Sites archéologiques
- le site forestier d'Hisar à Theranda/Suva Reka (Préhistoire)[8]
- les ruines illyriennes de Theranda/Suva Reka (Âge du bronze)[9]
- le tumulus illyrien de Leshan/Lešane (Préhistoire)[8]
- le tumulus illyrien de Gjinoc/Đinovce (Préhistoire)[8]
- le site de Peqan/Pećane (IIIe-IVe siècles)[8]
- les fortifications de Kastërc/Kostrce (Antiquité tardive, Moyen Âge)[8]

Monuments culturels à Theranda/Suva Reka
- la mosquée de Bardha (XVIe siècle)[8]
- le turbe Lezi (XIXe siècle)[8]
- le moulin de Berishva (XIXe siècle)[8]

Autres monuments culturels
- l'ermitage de Rusenica à Mushitishtë/Mušutište (XIIIe siècle)[10]
- la grotte-ermitage de la colline de Matos à Mushitishtë/Mušutište (XIIIe-XIVe siècles)[11]
- le monastère de la Sainte-Trinité de Mushitishtë/Mušutište (XIVe-XIXe siècles)[12]
- l'église Saint-Georges de Reçan/Rečane (Première moitié du XIVe siècle)[13]
- les ruines de l'église de la Présentation-de-la-Mère-de-Dieu à Peqan/Pećane (1451-1452)[14]
- l'église Saint-Nicolas de Popolan/Popovljane (1626)[15]
- la mosquée de Budakovë/Budakovo (XIXe siècle)[8]
- la mosquée de Semetishtë/Semetište (XIXe siècle)[8]
- la maison d'Ibrahim Rama à Bllacë/Blace (XIXe siècle)[8]
- la tour-résidence de Jonuz Hasan Tafoll à Çadrak/Čajdrak (XIXe siècle)[8]

## Personnalités
Prof.Dr. Eqerem Zenelaj